# Nick Grinde
Harry A. Grinde dit Nick Grinde, est un réalisateur et scénariste américain né le 12 janvier 1893 à Madison, Wisconsin, et mort le 19 juin 1979 à Los Angeles.

## Filmographie

### Comme réalisateur
- 1928 : Riders of the Dark
- 1928 : Beyond the Sierras
- 1929 : Morgan's Last Raid
- 1929 : The Desert Rider (en)
- 1929 : The General
- 1930 : The Bishop Murder Case
- 1930 : Bonnes Nouvelles (Good News)
- 1930 : La Bande fantôme (Remote Control)
- 1930 : Wu Li Chang
- 1931 : The Devil's Cabaret
- 1931 : Aimer, rire, pleurer (This Modern Age)
- 1932 : Shopworn
- 1932 : Vanity Street
- 1933 : Menu
- 1934 : Vital Victuals
- 1934 : No More West
- 1934 : The Ballad of Paducah Jail
- 1934 : Bum Voyage
- 1935 : Stone of Silver Creek
- 1935 : Écumeurs de frontières (en) (Border Brigands)
- 1935 : La Joyeuse Aventure (Ladies Crave Excitement)
- 1935 : How to Sleep
- 1935 : The Great American Pie Company
- 1936 : Lucky Fugitives
- 1936 : La Femme de l'ennemi public (en) (Public Enemy's Wife)
- 1936 : Jail Break
- 1936 : Le Petit Capitaine (en) (The Captain's Kid)
- 1936 : Fugitive in the Sky
- 1937 : Under Southern Stars
- 1937 : Public Wedding
- 1937 : White Bondage
- 1937 : Meurtre à la radio (Love Is on the Air)
- 1937 : Exiled to Shanghai
- 1938 : Delinquent Parents
- 1938 : Mis dos amores
- 1938 : Down in Arkansas
- 1938 : Federal Man-Hunt
- 1939 : Le Roi de Chinatown (King of Chinatown)
- 1939 : Sudden Money (en)
- 1939 : Million Dollar Legs
- 1939 : Celui qui avait tué la mort (The Man They Could Not Hang)
- 1939 : A Woman Is the Judge
- 1939 : Scandal Sheet
- 1940 : Convicted Woman (en)
- 1940 : L'Homme que j'ai ressuscité (The Man with Nine Lives)
- 1940 : Hommes sans âmes (en) (Men Without Souls)
- 1940 : Girls of the Road (en)
- 1940 : Before I Hang
- 1940 : Friendly Neighbors (en)
- 1941 : Mountain Moonlight (en)
- 1942 : Le Démon de l'or (en) (The Girl from Alaska)
- 1942 : Hitler mort ou vif (en) (Hitler Dead or Alive)
- 1945 : Road to Alcatraz (en)

### Comme scénariste
- 1934 : Il était une bergère (Babes in Toyland)
- 1943 : We've Never Been Licked